# John White Abbott
Pour les articles homonymes, voir John White, White et Abbott.
John White Abbott , né le 13 mai 1763 à Cowick en Engleterre, et mort en 1851, est un peintre, graveur, dessinateur et illustrateur anglais.

## Biographie
John White Abbott est né le 13 mai 1763 à Cowick, Devon (en) près d'Exeter, Devon. Il fait partie d'une famille aisée qui possédait de nombreux domaines à Exeter, dont il a finalement hérité en 1825.
Chirurgien et apothicaire de profession, il était un peintre amateur passionné d'aquarelle et d'huiles. Il a étudié à Exeter avec son ami Francis Towne, et son style d'aquarelle était basé sur celui de Towne.
Abbott expose régulièrement à la Royal Academy.

## Œuvres
- An Italianate Landscape, 1800,
- Peamore, watercolour, 1802, Lady Lever Art Gallery, Port Sunlight.
- Bickleigh Court in Mid Devon, 1803,
- Macbeth recoiling from the apparition of the crowned child, 1829,
- Prospero commanding Ariel, 1829,

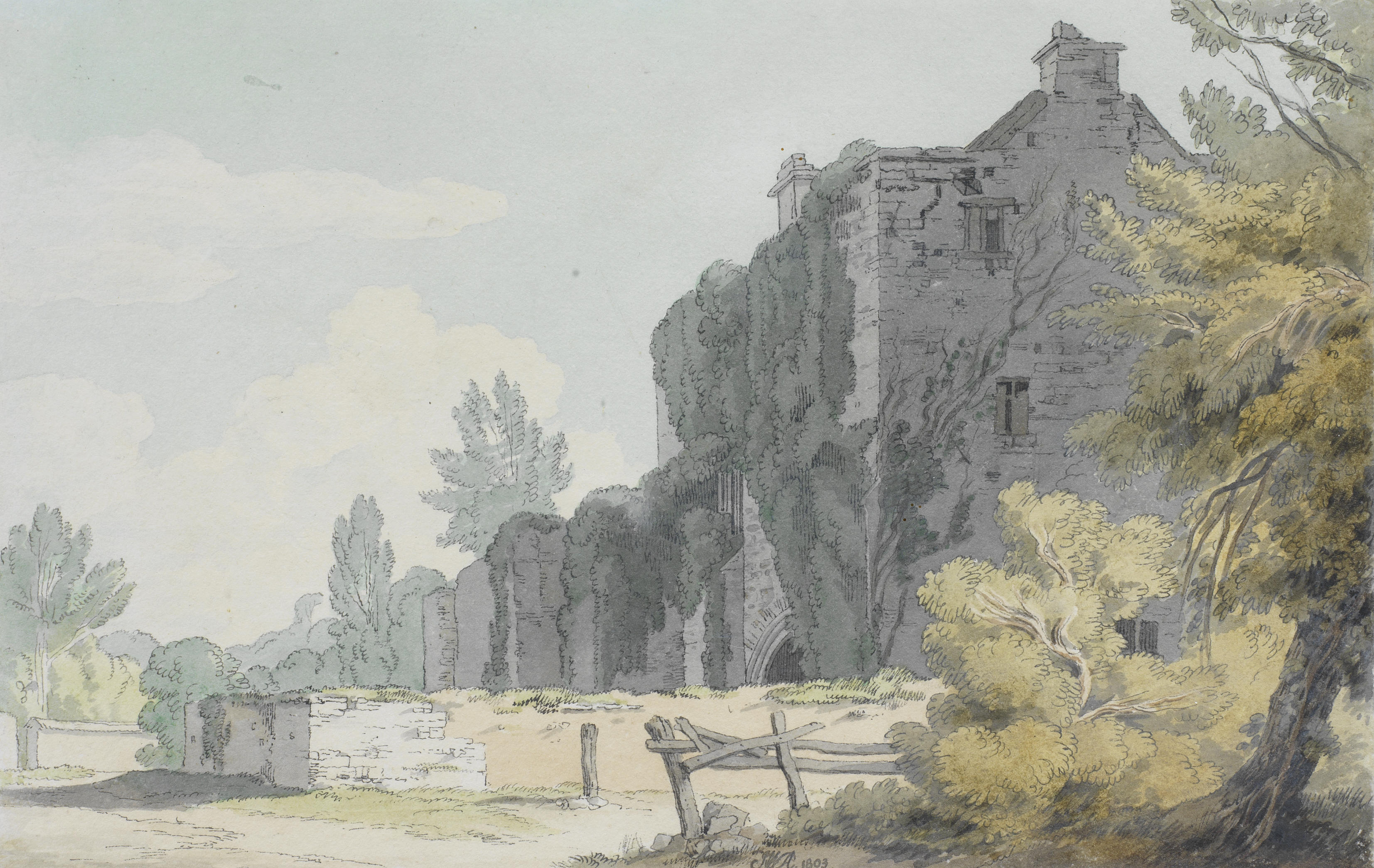
Bickleigh Court à Mid Devon.
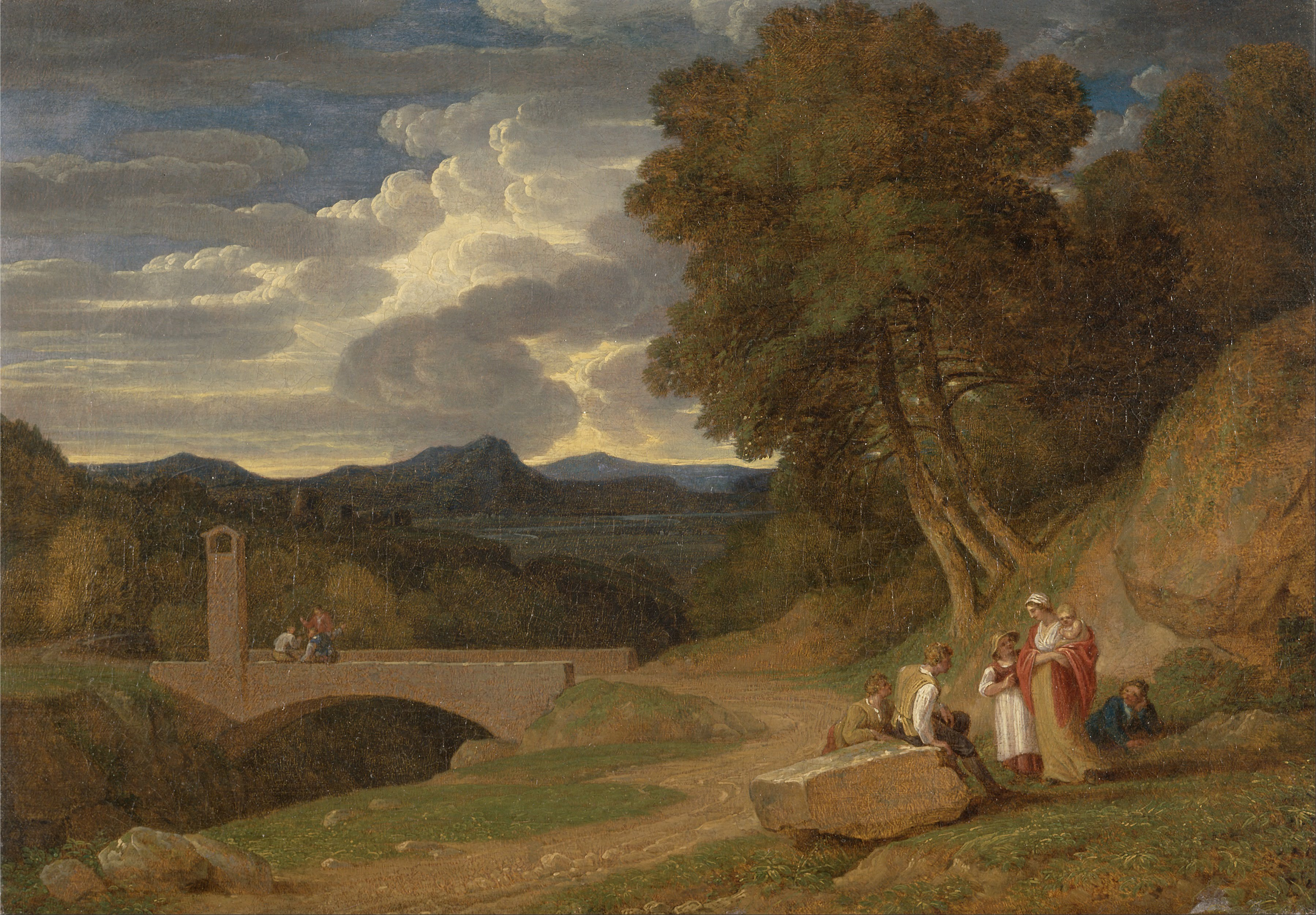
An Italianate Landscape, 1800
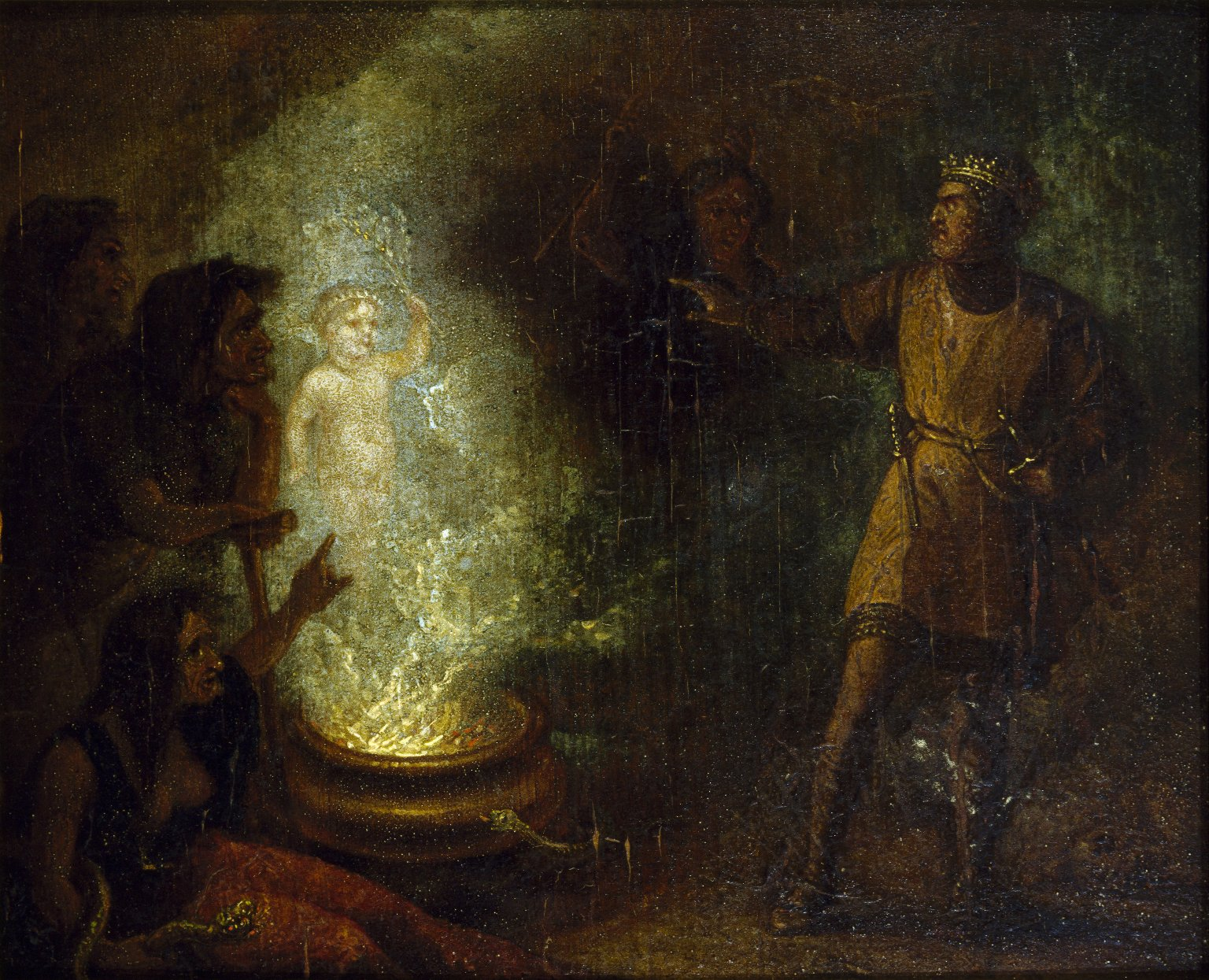
Macbeth recoiling from the apparition of the crowned child, 1829
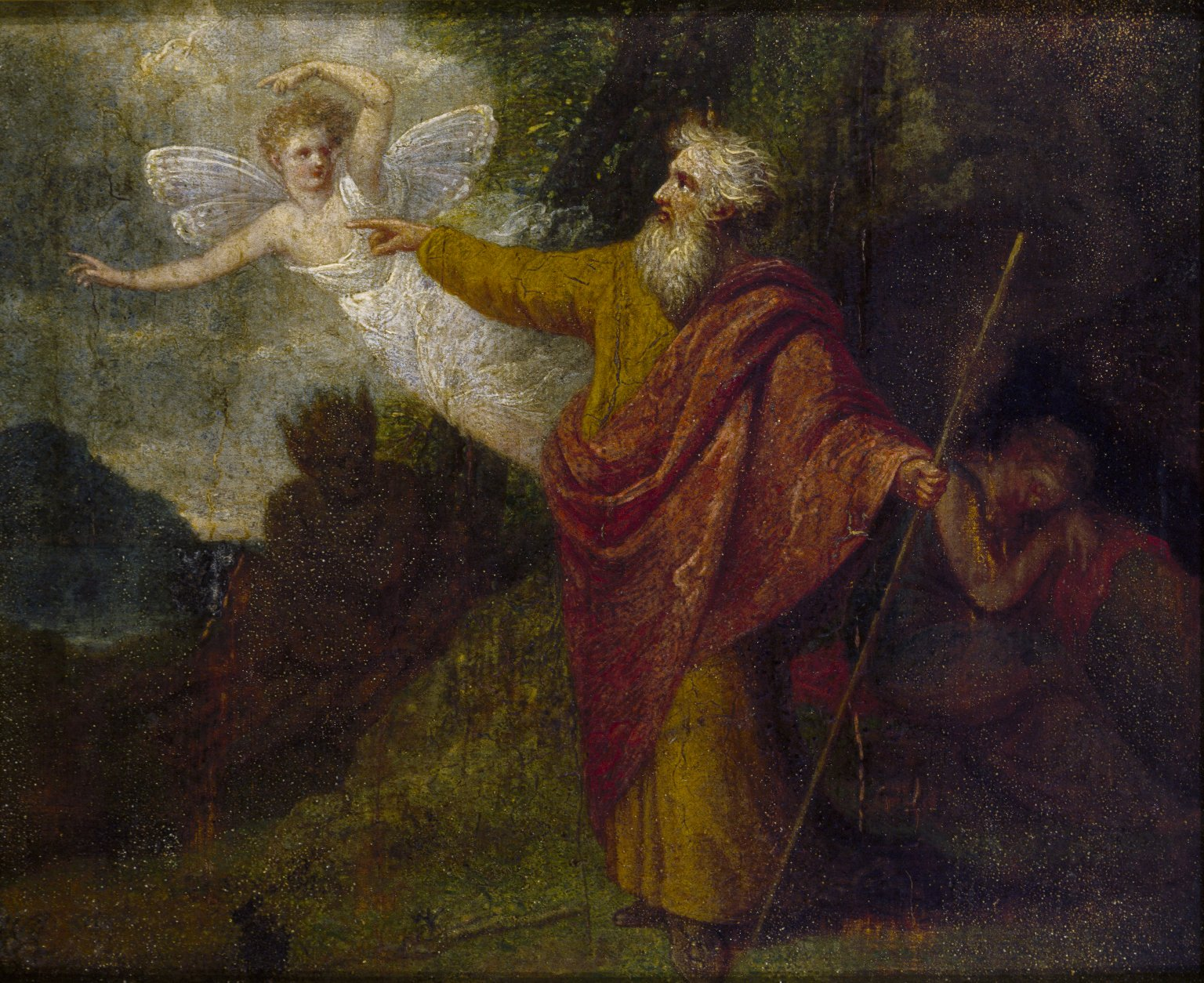
Prospero commanding Ariel, 1829